# Kościół św. Michała Archanioła w Linowie
Kościół świętego Michała Archanioła w Linowie – rzymskokatolicki kościół parafialny należący do parafii pod tym samym wezwaniem (dekanat Radzyń Chełmiński diecezji toruńskiej).
Jest to świątynia wzniesiona w 1293 roku – należy do najstarszych w diecezji toruńskiej. Pierwotnie służyła celom obronnym – ucierpiała podczas wojny polsko-krzyżackiej w 1414 roku, gdy została częściowo spalona. Po prowizorycznym zabezpieczeniu została gruntownie odbudowana w 1592 roku przez starostę radzyńskiego Jana Dąbrowskiego (wzniesiona została wówczas wieża). W 1854 roku wieża została nadbudowana, ale już w 1907 roku zawaliła się. W rok później została odbudowana i przywrócono jej pierwotny wygląd. W marcu 1943 roku świątynia była zdewastowana, natomiast w maju 1944 roku znajdował się magazyn odzieży i artykułów pierwszej pomocy dla dzieci niemieckich z terenów stałych bombardowań alianckich. Grabieży mienia kościelnego dokonali również żołnierze sowieccy w styczniu 1945 roku. Gruntowny remont kościoła został przeprowadzony w latach 1970–1975.
Budowla jest gotycka, orientowana. Wybudowano ją kamienia narzutowego, na cokole, ze szczytami i górną kondygnacją wieży z cegły. Salowy korpus powstał na planie wydłużonego prostokąta, oskarpowany jst jednouskokowo, z zakrystią od strony północnej i kwadratową, trzykondygnacyjną wieżą od strony zachodniej. W południowo-zachodnim narożniku korpusu, w grubości muru, jest umieszczone wejście na chór i wieżę. Elewacja północna charakteryzuje się jednym otworem okiennym oraz bryłą zakrystii w części wschodniej. Elewacja południowa – czteroosiowa, charakteryzuje się ostrołukowym, uskokowym portalem w osi. Elewacja wschodnia jest zwieńczona trójkątnym szczytem z dwoma podłużnymi oknami zamkniętymi półkoliście. Elewacja zachodnia jest przesłonięta bryłą wieży, ujętą w schodkowe półszczyty ozdobione blendami, zamkniętymi półkoliście. Wieża dekorowana jest w partii ceglanej (druga i trzecia kondygnacja) blendami o ostrołukowych dwułuczach i zamkniętymi odcinkowo. Świątynię nakrywa dach dwuspadowy przechodzący północną połacią nad zakrystią, wieżę nakrywa dach namiotowy (dachówka mnich-mniszka). Wnętrze nakrywa drewniany strop łamany (czworoboczny).